# Stéphanie Janicot
Stéphanie Janicot, née à Rennes le 28 août 1967, est une écrivaine française. 

## Biographie
Stéphanie Janicot, née à Rennes le 28 août 1967, obtient son baccalauréat aux États-Unis en 1984. Elle fait des études de droit, étudie à Sciences Po. Elle intègre le Centre de Formation des Journalistes. En 1992, elle est journaliste à Bayard Presse. Elle dirige les pages littéraires du magazine Muze dès sa création en 2004 et en devient rédactrice en chef en 2010.
En 2021, elle est journaliste littéraire à La Croix et Notre temps. Elle rejoint le jury du prix Renaudot, en 2021.

## Œuvres
- Les Matriochkas, Paris, Zulma, 1996 Prix Goya du premier roman, Prix Palissy, Prix René-Fallet 1997[3], Prix du premier roman de l'Université d'Artois
- Des Profondeurs, Paris, Zulma, 1997.
- Salam, Paris, Zulma, 1999.
- Soledad, Paris, Albin Michel, 2000.
- Ulysse, Paris, Zulma, 2000.
- Une traviata, Paris, Albin Michel, 2001.
- Non, ma mère n'est pas un problème, Paris, Albin Michel, 2002.
- La Constante de Hubble, Paris, Albin Michel, 2003.
- Tu n'es pas seul(e) à être seul(e), Paris, Albin Michel, 2005.
- Cet effrayant besoin de famille, Paris, Albin Michel, 2006.
- Le privilège des rêveurs, Paris, Albin Michel, 2007.
- 100 romans de première urgence pour (presque) tout soigner, Paris, Albin Michel, 2008.
- Dans la tête de Shéhérazade, Paris, Albin Michel, 2008.
- L'Œil du cyclone, paris, Albin Michel, 2009.
- Que tous nous veuille absoudre, Paris, Albin Michel, 2010.
- La mémoire du monde, Paris, Albin Michel, 2013.  Prix Renaudot du livre de poche 2016
- Newland, Paris, Albin Michel, 2016.
- Fallen angel, Paris, Albin Michel, 2017.
- Chroniques burlesques d'une journaliste Tome 1, illustrations de Catel, Paris, Michel Lafon, 2018.
- Le réveil des sorcières, Paris, Albin Michel, 2020
- L'île du docteur Faust, Paris, Albin Michel, 2021
- Disco queen, Albin Michel, 2023, 240 p.  (ISBN 9782226480378)[4].
- Les maîtres du temps, Albin Michel, 2025, 302 p.  (ISBN 978-2-226-49709-3).